# Lev Nádherný
Lev Nádherný (31. října 1870 Německý Brod – 5. března 1933 Prunéřov), celým jménem Lev Jan Filip Nádherný, byl dělostřelec a vojenský letec rakousko-uherské armády a následně československé armády.

## Život
Narodil se v Německém Brodě na náměstí v čísle popisném 165. Otec František Nádherný byl doktorem veškerých práv a advokátem zemským. Matka Julie rozená Kopečná byla dcerou c. k. soudního adjunkta v Německém Brodě. Po dědech se Lev jmenoval také Jan Filip.
Absolvoval 4 ročníky gymnázia v Praze a následovaly 3 ročníky vojenské vyšší reálné školy v Hranicích. Potom nastoupil na Technickou vojenskou akademii (Technische Militärakademie) ve Vídni na dělostřelecké oddělení, kterou po 3 letech studia úspěšně ukončil 18. srpna 1891.
Nastoupil k dělostřelectvu rakousko-uherské armády jako poručík (Leutnant). Působil u mnoha posádek monarchie. Absolvoval Vyšší dělostřelecký kurs ve Vídni a v roce 1914 i letecký pozorovatelský kurz. Ve válce, už v hodnosti podplukovník (Oberstleutnant), nastoupil ve štábu dělostřelecké brigády jako velitel na ruské frontě. Dne 1. května 1915 byl povýšen do hodnosti plukovník (Oberst). V roce 1916 byl převelen z východní fronty na bojiště v severní Itálii. Ve svých 46 letech zamířil k vojenským letcům. Nebyl jen velitelem, ale leteckou činnost provozoval i v praxi, jako copilot a jako vojenský pozorovatel. V září 1916 byl jmenován velitelem všech leteckých rot 11. armády v Tridentu v Itálii. Dne 14. října sestřelili spolu s pilotem Juliem Kowalczikem italské letadlo. Dne 21. října 1916 byl jmenován velitelem všech leteckých rot 5. armády na sočské frontě v Itálii. Spolu s pilotem Godwinem Brumowským dne 25. listopadu museli nouzově přistát za vlastními liniemi po útoku italských stíhačů, pravděpodobně od 77. stíhací letky.
V srpnu 1917 velel náletu 11 bombardérů Brandenburg C.I. na Benátky. Při návratu po splnění úkolu byl u Sperone jeho letoun sestřelen. Pilot nouzově přistál na moři, kde byl zajat posádkou torpédového člunu. V zajetí těžce onemocněl a zůstal tam až do konce první světové války.
Domů ze zajetí se vrátil 9. února 1919. Dne 4. března 1919 si podal přihlášku do Československé armády. Byl přijat v hodnosti plukovníka. Od dubna 1920 do března 1921 působil jako přednosta 13. oddělení Ministerstva národní obrany (vzduchoplavecké oddělení). Po vleklých sporech s Francouzskou vojenskou misí rezignoval na svou funkci a dne 31. března 1921 byl přeřazen do výslužby.
V civilu potom působil jako úředník v České bance Union, bydlel v Roztokách a důchod trávil v Prunéřově u Kadaně, kde v 62 letech zemřel.